# Borisav Stanković
Pour les articles homonymes, voir Stanković.
Borisav « Bora » Stanković (en serbe cyrillique : Борисав Станковић ; né le 31 mars 1876 à Vranje - mort le 22 octobre 1927 à Belgrade) est un écrivain, nouvelliste et dramaturge serbe. Son œuvre littéraire est d'inspiration régionalisante, liée à sa ville natale, Vranje, faisant de lui un des principaux représentants du réalisme serbe, et par ses procédés stylistiques - un des innovateurs de la Moderna serbe.
Il publie en 1902 son drame Koštana où est utilisé pour la première fois le dialecte de Vranje, ce qui provoque des polémiques au sein de la critique serbe. Son roman Le Sang impur (en serbe : Nečista krv) est considéré comme le premier roman moderne serbe.

## Biographie

### Enfance et jeunesse
Borisav Stanković grandit à Vranje dans une famille d'anciens Čorbadžija qui avait été riche mais qui avait perdu toute sa renommée et son statut avant même sa naissance. Ses parents décèdent alors qu'il est très jeune, et c'est sa grand-mère paternelle qui se charge de l'élever et de l'éduquer. Elle lui raconte avec beaucoup de fierté l'histoire des principales familles de Vranje. C'est comme cela que Borisav Stanković apprend et s'éprend du vieux Vranje à travers les récits de sa grand-mère. Il termine son primaire à Vranje, son secondaire à Niš, et s'inscrit en 1896 à la faculté de droit à Belgrade. La même année, sa grand-mère décède. Il vend alors sa maison pour pouvoir payer ses études.

### Jeune écrivain
Il se met à écrire sur le passé de Vranje et ses habitants, sur leur mentalité et leurs valeurs, le milieu patriarcal. Ses nouvelles Iz starog jevanđelja [De l'ancien évangile], Stari dani [Les vieux jours] (traduit en français sous le titre Jours anciens) et Peuple de dieu (Božji ljudi) passent inaperçues et, en 1900, la revue Zvezda accepte de faire paraître un des actes de son drame Koštana. En 1902, la version complète est publiée, mais Stanković rectifie ensuite plusieurs fois le texte (la version finale date de 1924). C'est la première fois qu'il utilise dans son œuvre le dialecte de Vranje et le parler des habitants de la Serbie du Sud, ce qui lui attire les foudres des critiques et autres écrivains serbes de l'époque.

### La maturité
En 1907, la première partie de son roman Le Sang impur [Nečista krv] est publiée dans la revue Delo, puis en 1910 Letopis Matice srpske accepte de faire paraître le roman. L'œuvre est dès le début bien accueillie par les critiques. En 1915, lors de la Première Guerre mondiale, il se réfugie à Niš mais les Austro-hongrois l'arrêtent et l'emprisonnent. Quelques mois plus tard on le libère grâce à l'intervention d'un de ses amis. Il consacre les dernières années de sa vie à sa femme et à ses trois filles, et à la mise en scène de ses pièces de théâtre. Il travaille aussi comme journaliste pour le journal national de Belgrade et au ministère de l'Enseignement du royaume des Serbes, Croates et Slovènes. Il meurt en 1927 à Belgrade et laisse certaines de ses œuvres inachevées. Plusieurs de ses œuvres ont été traduites en français : La Rose fanée [Uvela ruža], Le Sang impur [Nečista krv], Peuple de dieu et autres nouvelles [Božji ljudi i druge pripovetke], Gazda Mladen (titre original conservé).

## Création littéraire

### Procédés stylistiques et thématiques
Borisav Stanković, par ses thématiques, appartient à l'école réaliste serbe, mais est aussi, par ses procédés, son style et la psychologie de ses personnages, un des innovateurs de la Moderna serbe. Ses thématiques sont à caractère social, exposées dans une perspective intérieure et psychologique. Il fait partie des écrivains pour qui les impressions et les souvenirs d'enfance ont un rôle déterminant dans leur activité littéraire. Pour autant, le monde de Stanković n'est pas idyllique et sans conflit : s'y confrontent anciennes et jeunes générations, riches et démunis, l'individu et la société. Le destin des personnages de Stanković est enfermé dans le triangle de l'argent, de la morale et de l'éros. La morale patriarcale de la société ainsi que l'intérêt financier et le prestige de la famille sont opposés aux sentiments et aux envies de l'individu, lui imposent des limites et des restrictions – et c'est à partir de ce point-là que commence la tragédie de tous les personnages principaux de Stanković. L'aspect sociologique et psychologique est parfaitement bien étudié dans les personnages de son roman Sang impur. On peut noter le caractère inhabituel de la belle Sofka, ainsi que de Marko, son beau-père : en effet, d'un point de vue psychanalytique, voir « freudien », les événements qui se déroulent constituent des réalités sociologiques - l'histoire de deux familles qui appartiennent à des milieux différents, le conflit de l'ancien et du nouveau, entre les anciens riches qui cachent désormais leur situation et les nouveaux riches, des paysans qui arrivent en ville, portant en eux une agressivité destructrice et une énergie inépuisable. Le deuxième roman de Stanković, Gazda Mladen, inachevé, relate l'histoire d'un homme et de son destin qui est devenu de son plein gré la victime des obligations ; il a tout sacrifié pour la prospérité de sa famille, même la femme aimée. L'auteur a dans ce roman utilisé un procédé différent de celui de Sang impur, tout est réduit, focalisé sur ce qui est important, il n'y a aucun épisode, aucune digression, les phrases ressemblent à des formules.

### Le destin de la femme
Il est parmi les écrivains serbes celui qui écrit et expose le mieux le destin de la femme (La Rose fanée, Sang impur, Koštana, L'Épouse du défunt). Dans L'Épouse du défunt, Anica, l'héroïne, est prisonnière des traditions patriarcales de son époque. Anonyme, elle est d'abord la sœur de ses frères, puis l'épouse de son mari pour devenir après sa mort une veuve, toujours devant les regards durs et attentifs de sa famille et du monde, comme devant un juge. Le vrai amour est d'abord caché, puis rejeté et abandonné à la fin. Koštana est le drame le plus important de Stanković (les deux autres, Tašana et Jovča, étaient d'abord des nouvelles). C'est une œuvre au sujet de la vie à Vranje avec un chant relatant les destins tragiques de ses personnages. Quasi philosophiques, les principaux thèmes sont la jeunesse disparue, le sens de la vie et l'obsession de la beauté féminine. Les chants que chante Koštana sont emplis d'amour, de passion, de liberté, de joie et d'aventure. Ils sont, pour les autres personnages, un refuge face à la vie triste et morose de tous les jours. Le roman Sang impur représente l'apogée de Stanković quant à son expérience de la narration et sa connaissance de l'homme et du monde. Sofka n'est ni serbe de Serbie, ni serbe d'une autre contrée, ni même une femme slave. C'est une femme emblématique d'un chant d'amour du sud de la Serbie ou de la Macédoine. C'est-à-dire, avant tout, un type de femme originaire d'un lieu exposé à tous les vents, très exposé, et particulièrement complexe. Le milieu patriarcal détruit la vie de la femme et la destine à l'incompréhension. Touché par ce problème, Borisav Stankovic se consacre à l'analyse de la souffrance et des sentiments de la femme en général.

## Œuvres

### Romans
- 1910 : Nečista krv (Sang impur) Le Sang impur, traduit par Marcelle Cheymol-Voukassovitch, Lausanne/Paris, L'Âge d'homme, coll. « Bibliothèque L'Âge d'homme », 1980 ; réédition, Paris, Le Livre de Poche, coll. « Biblio », 2025  (ISBN 978-2-253-24514-8)

Adapté au cinéma par en 1948 par Rados Novakovic sous le titre Sofka
- 1927 : Gazda Mladen Gazda Mladen, traduit par Dejan M. Babić, Lausanne/Paris, L'Âge d'homme, coll. « Classiques slaves », 2000  (ISBN 2-8251-1150-3)

### Nouvelles
- 1889 : Iz starog jevanđelja [De l'ancien évangile]
- 1898 : Đurđevdan [la Saint-Georges]
- 1898 : Stanoje
- 1899 : Nuška
- 1899 : U noći [Dans la nuit]
- 1899 : Uvela ruža La Rose fanée, traduit par Blandine Simičević, Lausanne/Paris, L'Âge d'homme, coll. « Petite bibliothèque slave » no 9, 2001  (ISBN 2-8251-1402-2)
- 1899 : U vinogradima [Dans les vignes]
- 1900 : Stari dani [Les vieux jours] (voir ci-dessous la traduction sous le titre Jours anciens)
- 1901 : Bekče
- 1901 : Oni [Eux]
- 1901 : Taja
- 1902 : Zadušnica [la Toussaint]
- 1902 : Jovan
- 1902 : Božji ljudi Peuple de dieu, suivi de Jours anciens, traduit par Vladimir André Čejović et Anne Renoue, Lausanne/Paris, L'Âge d'homme, coll. « Classiques slaves », 2002  (ISBN 2-8251-1400-6)
- 1902 : Paraputa
- 1902 : Copa
- 1902 : Ludi Stevan [Stevan le fou]
- 1902 : Ljuba i Naza
- 1902 : Mace
- 1902 : Manasije
- 1902 : Marko
- 1902 : Menko
- 1902 : Mitka
- 1902 : Stanko "Čisto brašno" [Stanko « Vraie farine »]
- 1905 : Rista krijumčar [Rista le trafiquant]
- 1906 : Stari Vasilije [Le vieux Vasilije]
- 1906 : Stevan Čuklja
- 1907 : Baba Stana [Mémé Stana]
- 1907 : Pokojnikova žena [L'épouse du défunt]
- 1909 : Jovo-to
- 1909 : Moj zemljak [Mon compatriote]
- 1909 : Tetka Zlata
- 1911 : Naš Božić [Notre Noël]
- 1921 : Njegova Belka [Sa Belka]

### Théâtre
- 1902 : Koštana
- 1927 : Jovča
- 1928 : Tašana

## Le prix Borisav Stanković
Le prix Borisav Stanković est remis tous les ans la dernière semaine du mois de mars, à Vranje,
depuis 1966, au meilleur roman de l'année, lors de l'anniversaire de la naissance de l'écrivain.